# Carlos Ruano Llopis
Carlos Ruano Llopis (Orba, 10 de abril de 1878-Ciudad de México, 2 de septiembre de 1950) fue un pintor y cartelista taurino español.

## Biografía
Nació el 10 de abril de 1878 en Orba, en el seno de una familia modesta, siendo el cuarto de siete hermanos. Tras la realización de los estudios primarios en su pueblo natal bajo la atenta vigilancia del que fuera su querido maestro de primeras letras Ismael Serrano, se trasladó a Alicante donde junto a su hermano Pedro, iniciaría el bachiller continuando y concluyendo los estudios en Valencia con excelente expediente académico.
Ante la necesidad económica de su familia como consecuencia de la prematura muerte de su padre, decidió abandonar los estudios y colocarse en un taller de fabricación de abanicos donde al tiempo que con su salario contribuía a paliar las cargas familiares se iba perfeccionando en la técnica del dibujo. Posteriormente se matriculó en la Academia de Bellas Artes de San Carlos de Valencia.
En 1909 ganó la medalla de oro en la Exposición Regional, lo que le permitió disfrutar de una beca para ampliar estudios en Italia. 
El tema taurino fue el más destacado de su obra. A ello contribuyó indudablemente, su enorme afición por el mundo de los toros que no en pocas ocasiones le tentó a pasar a la vida activa y que solo la profunda devoción que sentía por la autora de sus días, le hizo desistir de su decidido empeño en ser torero. En cierta ocasión en que Joselito " Gallo" contemplaba uno de los magníficos carteles del artista dijo: "El que ha pintado esto, sabe torear, aunque nunca haya toreado".
En 1912 pinta un óleo con temática taurina y lo remite a la famosa Imprenta-litografía Ortega; al contemplarlo el propietario José Ortega, queda sorprendido por la fuerza y vivacidad de la pintura, llamando de inmediato al artista para ofrecerle trabajar para sus talleres. La pintura en cuestión sería litografiada al año siguiente y diseñada para la corrida de toros en la que el 16 de octubre de 1913 se anunciaba la despedida de Ricardo Torres "Bombita" del mundo de los toros. 
Para la Litografía Ortega trabajaría Ruano en exclusiva hasta 1934 diseñando y realizando infinidad de encargos de asunto comercial. Pero en donde verdaderamente destacaría y sentaría cátedra sería con el cartel de temática taurina. 
Participó a lo largo de su trayectoria artística en exposiciones colectivas tanto de ámbito regional como nacional (Valencia, Albacete, Madrid) e individuales entre las que cabe destacar la de 1912 en Valencia, 1919 en Madrid, 1920 en Bilbao, 1928 en Valencia, 1929 en Marsella, 1930 en París, 1933 en México, 1938 en Caracas, 1939 y 1945 en New York, Filadelfia, entre otras. 
Fue Ruano Llopis un activo colaborador de diversos periódicos y revistas de la época en las que se insertaban las viñetas que ilustraban las críticas taurinas. Así periódicos como El Mercantil Valenciano, Las Provincias, Eco de Levante, La Voz Valenciana, El Pueblo, o revistas como La Garrocha, El Clarín, El Ruedo, Nuevo Mundo, Blanco y Negro, La Esfera, dan testimonio de la prolija actividad pictórica del artista. Diseñó e ilustró además muchas de las portadas de libros sobre monografías taurinas, postales, barajas de naipes, etc.
Desde 1930, mantuvo estudio abierto en Madrid, alternando la actividad pictórica entre esta capital y la valenciana, sin dejar de asistir anualmente a la cita obligada de la tradicional Feria de Sevilla, motivo de constante inspiración de algunos de sus obras. Por la sede madrileña pasarían grandes personajes de la época, tanto del mundo taurino como del ámbito político, cultural, etc para ser inmortalizados en sus lienzos; mereciendo destacarse en este sentido el que realizara a Niceto Alcalá-Zamora, presidente de la Segunda República Española y que en la actualidad cuelga en uno de los salones del Congreso de los Diputados. Publica en 1931 su primer libro, Impresiones del natural, editado por la propia Litografía Ortega y en el que se recogerían los diversos momentos de la lidia interpretados por los célebres toreros de la época. 
En 1933, ante la insistencia de los diestros Juan Silveti y Fermín Espinosa "Armillita" e invitado por el famoso semanario mexicano Toros y Deportes marcha a México donde celebra una notable exposición pictórica con excelente éxito de público y crítica. Tras su regreso a España, aún diseñaría los carteles de las corridas falleras de 1934, el de la "Grandiosa Corrida de Toros organizada por la Asociación de la Prensa" y el que anunciaba la reaparición del matador de toros Rafael Gómez "El Gallo". 
En 1934, perdería a su madre, la "Morena Garbosa", como cariñosamente la solía llamar; y esta circunstancia, unida a la añoranza del éxito y excelente trato que México la había dispensado en su primera visita, propiciaría su segundo y definitivo viaje hacia la capital azteca. Allí continuaría con su labor pictórica predominando como siempre el asunto taurino pero enriquecido ahora con los nuevos motivos que suponían los rodeos mexicanos y los charros. Su frecuente correspondencia con los amigos de España le mantenían constantemente informado de los acontecimientos de México, remitiendo de vez en cuando algún boceto o pintura para conformar las portadas de los semanarios. También desde México seguía recibiendo encargos de la Litografía Ortega, cuyo sucesor en el diseño gráfico pasaría a ser Juan Reus. Hallándose en 1938 celebrando una exposición en Venezuela, recibió el encargo del gobierno de aquel país para pintar al libertador Simón Bolívar lo que ejecutó con gran acierto y complacencia de sus mecenas. Su segundo libro Mi tauromaquia, vería la luz en México en 1943, en una edición limitada, firmada y numerada con una excelente calidad técnica y artística. 
Trabajó así mismo para la industria cinematográfica de Hollywood, dirigiendo las escenas taurinas y diseñando los carteles anunciadores de la película Sangre y Arena basada en la famosa novela de Vicente Blasco Ibáñez e interpretada por Tyrone Power y Rita Hayworth. Sus últimos años estuvieron colmados por el ferviente deseo de volver a España; un viaje que nunca lograría realizar a causa de la enfermedad que finalmente le llevó a la muerte el 2 de septiembre de 1950. 
En 2000 su obra participó en la exposición organizada por el Impiva y el Ministerio de Economía, Signos del siglo. 100 años de diseño gráfico en España, muestra que reconocía la aportación de los diseñadores españoles a la calidad de vida, al éxito de muchos productos y empresas, a la diversidad y a la creatividad. La participación de la obra de Carlos Ruano en dicha exposición fue junto a la de otros 18 diseñadores valencianos ofreciendo una panorámica del diseño realizado por los profesionales valencianos como José Ramón Alcalá, Sebastián Alón, Arturo Ballester, Paco Bascuñán, Luis Dubón, Sandra Figuerola, Marisa Gallén, Pepe Gimeno, Luis García Falgá, Lavernia y asociados, Nacho Lavernia, Javier Mariscal, Juan Nava, Daniel Nebot, Belén Payá, Rafael Ramírez Blanco, Josep Renau y Ripoll G.